# Langues bomberai de l'Ouest
Les langues bomberai de l'Ouest sont une famille de langues papoues parlées dans la péninsule de Bomberai, en Indonésie, dans la province de Papouasie occidentale.

## Classification
Malcolm Ross (2005) inclut les langues bomberai de l'Ouest dans la famille hypothétique des langues de Trans-Nouvelle-Guinée. Haspelmath, Hammarström, Forkel et Bank estiment que les éléments de comparaison sont ténus. Ils rejettent cette classification et font du bomberai de l'Ouest une famille de langues indépendantes.

## Liste des langues
Les trois langues bomberai de l'Ouest sont :
- langues bomberai de l'Ouest
  - karas
  - groupe noyau du bomberai de l'Ouest
    - baham
    - iha